# Герб Сан-Педру-ду-Сула
Ге́рб Са́н-Пе́дру-ду-Су́ла — офіційний символ містечка Сан-Педру-ду-Сул, Португалія. Використовується як територіальний герб. У срібному щиті чорний пагорб, з якого струмить фонтан синьої води, промальованої сріблом. Обабіч фонтану чотири червоні вежі, по дві на кожному боці, з золотими вікнами і брамами. Низ щита перетятий вилкою з трьох хвилястих смуг — двох срібних і однієї синьої. Щит увінчує срібна мурована містечкова корона з чотирма вежами.  Під щитом біла стрічка, на якій великими літерами напис португальською: «vila de S. Pedro do Sul» (містечко).  Офіційно затверджений 7 березня 1935 року.  Смуги символізують дві річки, що зливаються в одну.

## Галерея

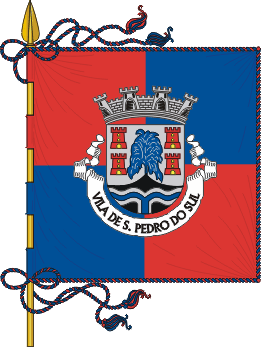
Прапор